# میدان نفتی بینک
میدان نفتی بینک از میدان‌های نفتی ایران است، که در استان بوشهر، در فاصله ۲۰ کیلومتری از شمال بندر گناوه و در ساحل خلیج فارس مستقر می‌باشد. این میدان از شمال با میدان نفتی گلخاری، میدان نفتی بی‌بی‌حکیمه و میدان نفتی سیاهمکان و از جنوب با میدان نفتی خارک، در دریا هم‌جوار است. میدان بینک در سال ۱۳۲۸ توسط شرکت اکتشاف و تولید نفت ایران کشف شد و بهره‌برداری از آن در سال ۱۳۴۶ آغاز گردید. حجم ذخیره درجای نفت خام این میدان در حدود ۲ میلیارد و ۸۹۰ میلیون بشکه برآورد می‌شود.

حجم نفت درجای میدان بینک بر اساس محاسبات انجام شده توسط مدیریت امور فنی شرکت ملی مناطق نفت‌خیز جنوب، معادل ۲ میلیارد و ۸۹۰ میلیون بشکه متعارفی پیش‌بینی شده است. این میدان در سال ۱۳۲۸ کشف شد و در سال ۱۳۴۶ به بهره‌برداری رسید. توسعه میدان نفتی بینک نخستین بار در سال ۱۳۸۱ انجام گرفت و ظرفیت تولید نفت این میدان به ۲۶ هزار بشکه در روز رسید. در حال حاضر (۱۳۹۴) ظرفیت تولید نفت خام میدان نفتی بینک به‌طور متوسط معادل ۵۵ هزار بشکه در روز می‌باشد، که عملیات استخراج و بهره‌برداری از این میدان، توسط شرکت بهره‌برداری نفت و گاز گچساران و از طریق ۱۸ حلقه چاه فعال انجام می‌گیرد.

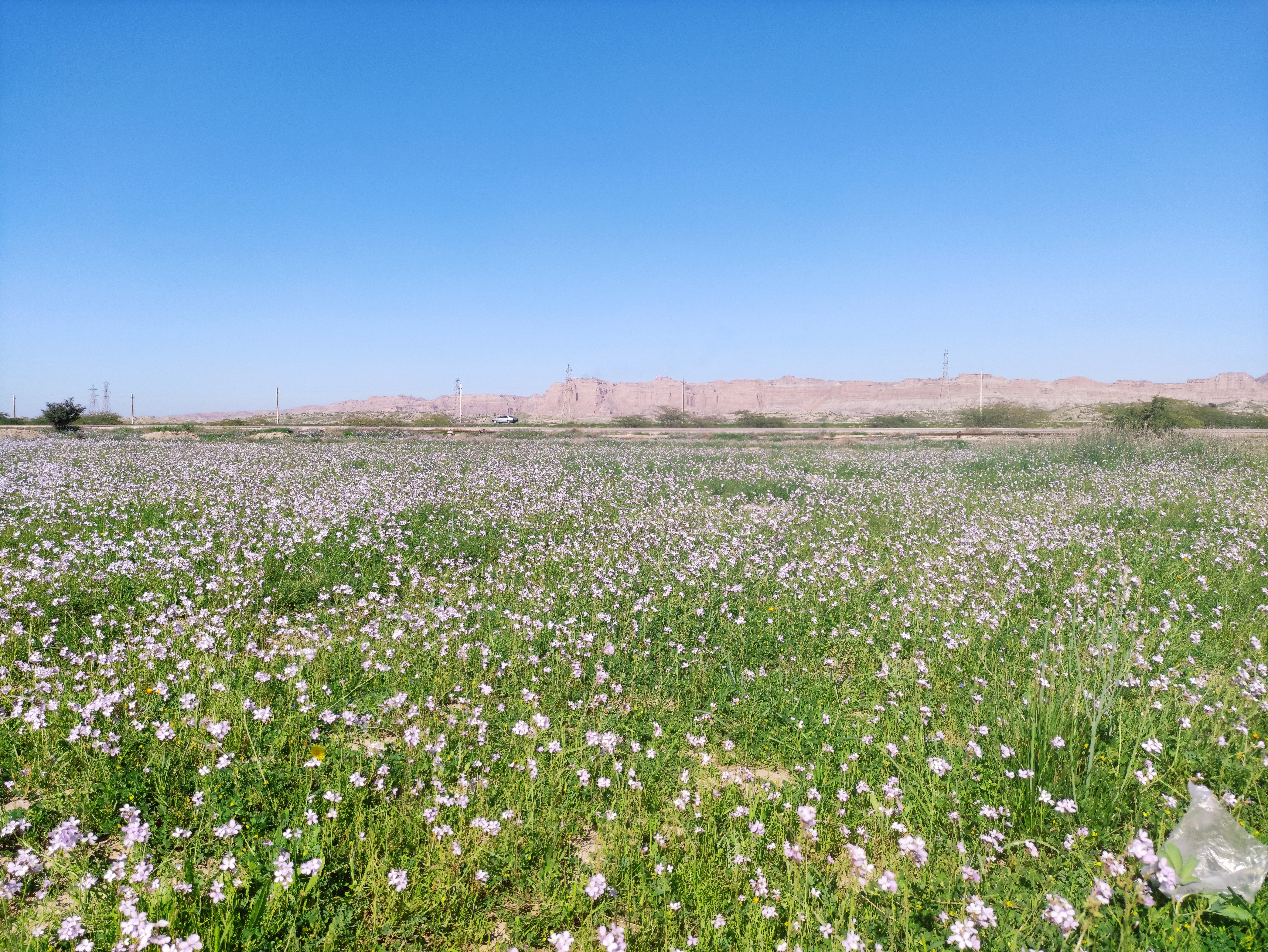
کوه بنگ و میدان نفتی بینک

## تاریخچه
میدان نفتی بینک در افق آسماری دارای ابعادی به طول ۴۲ کیلومتر و عرض متوسط ۶ کیلومتر است. وجود هیدروکربور در سازندهای آسماری و جهرم در سال ۱۳۴۲ توسط شرکت اکتشاف و تولید نفت ایران، با حفر چاه شماره ۱ گلخاری به اثبات رسید. چاه‌های شماره ۱ و ۲ برای اکتشاف و توصیف مخازن آسماری و گروه خامی، حفاری شدند و حفاری چاه شماره ۳ نیز در سال ۱۳۵۷ توسط شرکت آسکو انجام شد. سازندهای آسماری و جهرم این میدان به دلیل ارتباط فشاری مناسب، به عنوان یک مخزن واحد محسوب می‌شوند.